# Joshua Steiger
Joshua Janos Gregor Steiger (* 6. April 2001) ist ein österreichischer Fußballspieler. Er steht beim Zweitligisten SKU Amstetten unter Vertrag und wird im Mittelfeld eingesetzt.

## Karriere

### Verein
Steiger begann seine Karriere bei der TSU Matrei. Zwischen 2011 und 2012 spielte er für die TSU Virgen, danach kehrte er zu Matrei zurück. 2015 wechselte er in die Akademie des Wolfsberger AC.
Ohne zuvor für die U-18-Mannschaft oder die Amateure gespielt zu haben, erhielt Steiger im Juni 2017 einen bis Juni 2020 gültigen Vertrag und rückte in den Profikader auf. Laut dem ehemaligen WAC-Profi Manuel Weber hatte auch der deutsche Zweitligist FC Ingolstadt 04 Interesse an Steiger. Zunächst debütierte er im Juli 2017 für die Amateure des WAC in der Regionalliga, als er am ersten Spieltag der Saison 2017/18 gegen den USV Allerheiligen in der 84. Minute für Jan Gruber eingewechselt wurde.
Im August 2017 kam er schließlich zu seinem ersten Einsatz für die Profis in der Bundesliga, als er am fünften Spieltag gegen den FC Admira Wacker Mödling in der 71. Minute für Dominik Frieser in die Partie gebracht wurde. Durch jenen Einsatz wurde er zum ersten Spieler in der Bundesliga, der im 21. Jahrhundert geboren wurde. Anfang November 2017 zog sich Steiger beim Training einen Bänderriss zu und fiel daher bis Anfang Dezember 2017 aus.
Zur Saison 2020/21 wurde er an den Zweitligisten SV Lafnitz verliehen. Zuvor war sein Vertrag beim WAC bis Juni 2022 verlängert worden. Bis zum Ende der Leihe kam er zu sieben Einsätzen in der 2. Liga für die Steirer. Zur Saison 2021/22 kehrte er nach Wolfsberg zurück, wo er zwar in der Saison 2021/22 noch zum Profikader zählte, aber nur noch für die Amateure spielte. Für Wolfsberg II kam er in zwei Spielzeiten zu 50 Regionalligaeinsätzen, in denen er 17 Tore erzielte.
Zur Saison 2023/24 wechselte Steiger zum Zweitligisten SV Stripfing. Nach zwei Spielzeiten in Stripfing wechselte er zur Saison 2025/26 zum SKU Amstetten, bei dem er einen bis 2027 laufenden Vertrag erhielt.

### Nationalmannschaft
Im September 2016 debütierte Steiger für die U-16 der österreichischen Nationalmannschaft. Ein Jahr später spielte er im Rahmen des Toto-Cups der Jugend gegen Finnland erstmals für die U-17-Auswahl.
Im Oktober 2018 debütierte er gegen die Schweiz für die U-18-Mannschaft. Im September 2019 kam er gegen Lettland erstmals für die U-19-Mannschaft zum Einsatz. In jenem Spiel, das Österreich mit 3:2 gewann, erzielte er auch sein erstes Tor für die U-19.